# ヘルンリ小屋

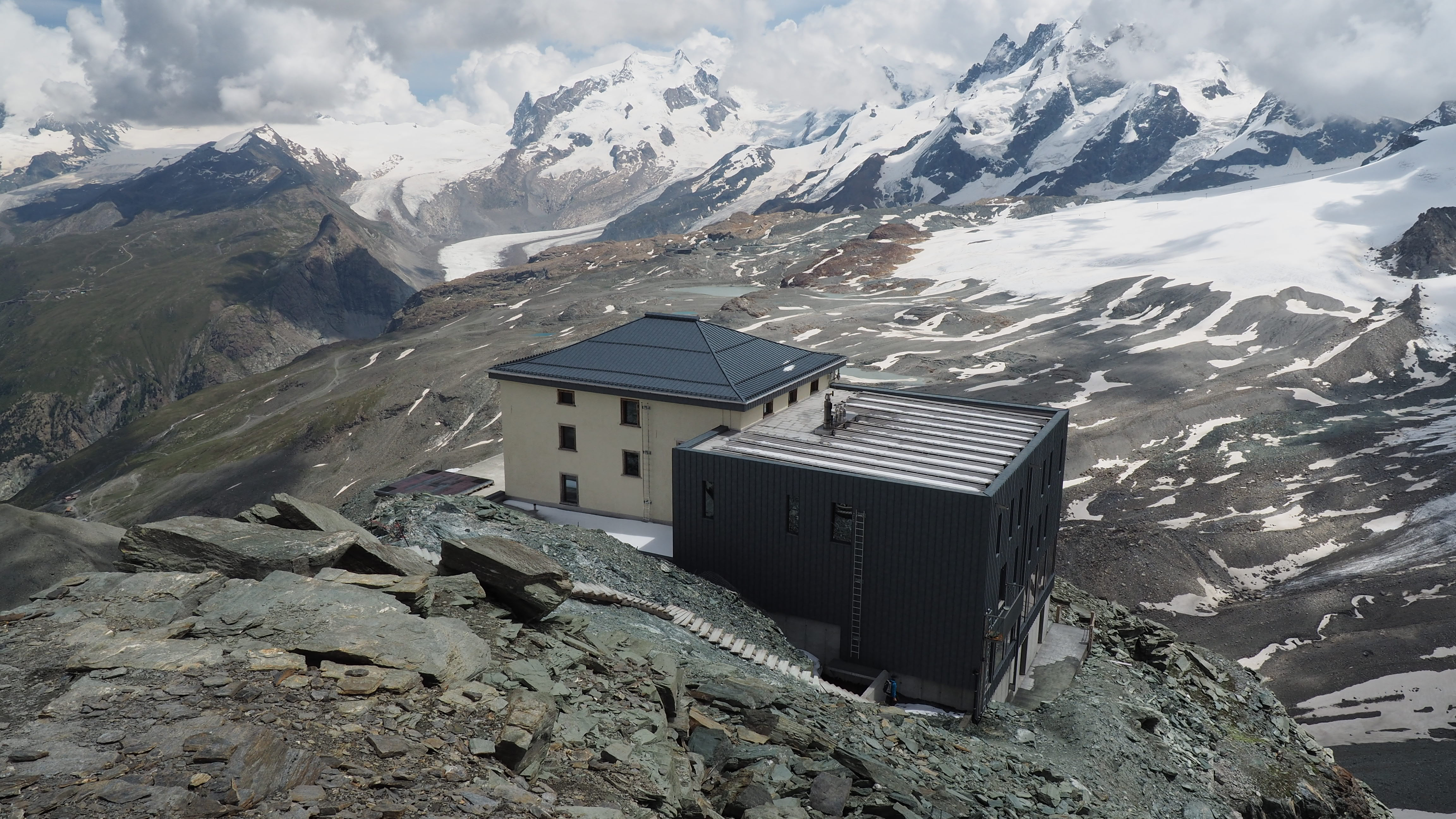
ヘルンリ小屋（西から）

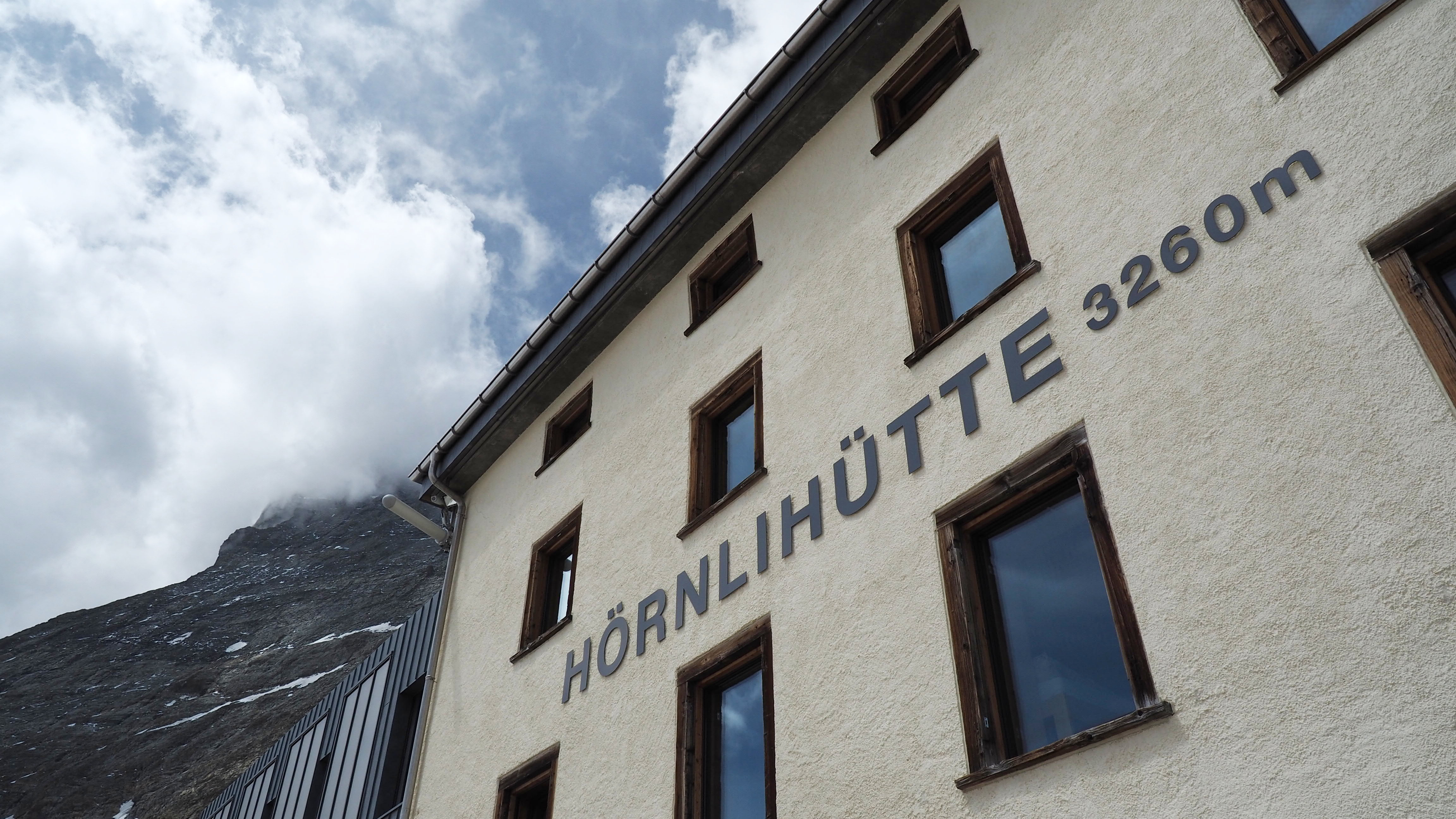

ヘルンリ小屋（ヘルンリごや、ドイツ語: Hörnlihütte）は、スイスヴァレー州のマッターホルン北東側、標高3260 mにある山小屋である。ヘルンリ稜を経由する登山の拠点である。ヘルンリヒュッテとも呼ぶ。

## 歴史
ヘルンリ小屋は1880年にスイス山岳会により建てられた17人が宿泊できる小さな山小屋だった。1911年、ツェルマットの市民共同体（Burgergemeinde）が隣接してベルグハウス・マッターホルン（Berghaus Matterhorn）を建設。2つの山小屋は拡張を繰り返し、1982年の合計収容人数は170となり、1987年に管理が統合された。
2013年から2015年にかけて行われた大改修では、部屋を2～9人用に区切り、収容人数140となった。また、トイレとシャワーが各階に設けられた。環境への配慮から、バックアップ用ディーゼル発電機を持つ太陽電池と蓄電池で構成される72 kVAオフグリッド電力供給システムが導入された。給湯のための太陽熱集熱器、排水の浄化システムも備えられた。改修後の供用開始は、マッターホルン初登頂150周年の2015年7月14日である。